# Salacia nemorosa
Salacia nemorosa är en benvedsväxtart som beskrevs av Lombardi. Salacia nemorosa ingår i släktet Salacia och familjen Celastraceae. Inga underarter finns listade.